# Gastrochilus pechei
Gastrochilus pechei är en orkidéart som först beskrevs av Heinrich Gustav Reichenbach, och fick sitt nu gällande namn av Carl Ernst Otto Kuntze. Gastrochilus pechei ingår i släktet Gastrochilus och familjen orkidéer.
Artens utbredningsområde är Burma. Inga underarter finns listade i Catalogue of Life.